# Associazione Sportiva Tevere Roma 1961-1962
Questa voce raccoglie le informazioni riguardanti l'Associazione Sportiva Tevere Roma nelle competizioni ufficiali della stagione 1961-1962.

## Rosa
| N. |                   | Ruolo | Calciatore         |
| -- | ----------------- | ----- | ------------------ |
|    | Italia (bandiera) | C     | Franco Beccaccioli |
|    | Italia (bandiera) | D     | Ferruccio Bimbi    |
|    | Italia (bandiera) | D     | Luigi Caloi        |
|    | Italia (bandiera) |       | Caravetti          |
|    | Italia (bandiera) | C     | Mario Colautti     |
|    | Italia (bandiera) |       | Fabiani            |
|    | Italia (bandiera) | D     | Giuseppe Galvanin  |
|    | Italia (bandiera) | D     | Gianni Gigante     |
|    | Italia (bandiera) | P     | Alberto Ginulfi    |
|    | Italia (bandiera) | A     | Gianfranco Grotti  |

| N. |                   | Ruolo | Calciatore         |
| -- | ----------------- | ----- | ------------------ |
|    | Italia (bandiera) | P     | Giuseppe Leonardi  |
|    | Italia (bandiera) | C     | Enrico Mastroianni |
|    | Italia (bandiera) | A     | Alessandro Nedi    |
|    | Italia (bandiera) | C     | Carlo Pietrantoni  |
|    | Italia (bandiera) | C     | Alfio Riti         |
|    | Italia (bandiera) | C     | Sergio Rodaro      |
|    | Italia (bandiera) | C     | Francesco Scaratti |
|    | Italia (bandiera) | C     | Renzo Selmo        |
|    | Italia (bandiera) | A     | Roberto Tacchini   |
|    | Italia (bandiera) | A     | Vitaliano Temellin |